# ミラード・エリクソン
ミラード・J・エリクソン（Millard J. Erickson、1932年 - ）はアメリカ合衆国の神学者、組織神学の教授、著作家。キリスト教神学に関する20冊以上の本を著している。 
近年、エリクソンはオレゴン州ポートランドにあるウェスタン・バプテスト神学校の教授を務めていて、組織神学を教えている。またベテル神学校の学部長でもある。
ノーザレン・バプテスト神学校（Northern Baptist Theological Seminary）とシカゴ大学より神学修士を取得。また、ノースウェスタン大学よりDoctor of Philosophyを取得している。

## 著作
- 『キリスト教神学（全四巻）』（Christian Theology, Baker Academic）いのちのことば社。
- Truth or Consequences: The Promise & Perils of Postmodernism, InterVarsity Press,2000
- Reclaiming The Center: Confronting Evangelical Accommodation In Postmodern Times, Crossway Books,2004
- A Basic Guide to Eschatology: Making Sense of the Millennium, Baker Academic; Rev. ed.1999
- What Does God Know and When Does He Know It?, Zondervan,2006